# (400100) 2006 TC28
(400100) 2006 TC28 es un asteroide perteneciente al cinturón de asteroides, descubierto el 12 de octubre de 2006 por el equipo del Spacewatch desde el Observatorio Nacional de Kitt Peak, Arizona, Estados Unidos.

## Designación y nombre
Designado provisionalmente como 2006 TC28.

## Características orbitales
2006 TC28 está situado a una distancia media del Sol de 2,647 ua, pudiendo alejarse hasta 3,187 ua y acercarse hasta 2,107 ua. Su excentricidad es 0,204 y la inclinación orbital 2,694 grados. Emplea 1573,41 días en completar una órbita alrededor del Sol.

## Características físicas
La magnitud absoluta de 2006 TC28 es 17,1.